# Дача Тіміо
Да́ча Ті́міо (також особняк Костянтина Тіля) — колишній особняк в Одесі, розташований на розі вулиці Костанді та Люстдорфської дороги. Будівля була зведена на початку 1910-х років у стилі раціонального модерну і вважалася однією з останніх дореволюційних пам'яток у районі Таїрова. 19 жовтня 2016 року особняк було знесено для будівництва 25-поверхового житлового комплексу.

## Історія

### Власники ділянки
Місцевість, де розташовувалася дача, історично називалася слобідкою Дерибасівка і входила до складу села Середній Фонтан. Ділянка на розі сучасних вулиць Костанді та Люстдорфської дороги в різний час належала кільком власникам. У 1882 році її власником був селянин Іван Радков, а у 1883 році — грецька піддана Євдокія Зак.
У 1884 році ділянку придбав одеський міщанин грецького походження Костянтин Юхимович Тіміо. У різних документах та на картах його прізвище писалося по-різному: Тіміо, Тіль, Татіо, Таціо, Євтиміу або Пуля, проте всі ці назви стосуються однієї родини. Родина Тіміо володіла ділянкою до Жовтневої революції.

### Архітектура
Існуюча будівля особняка була зведена, ймовірно, після 1910 року, про що свідчать архітектурні особливості та відсутність запитів на будівництво у відповідних книгах за 1904—1910 роки.
Особняк був збудований у стилі раціонального модерну. Він мав складну, асиметричну композицію з різновисотних об'ємів. Архітектурною домінантою слугувала прямокутна вежа, стилізована під італійські кампаніли епохи Відродження, з дахом у стилі бароко. Парадний фасад був орієнтований на вулицю Костанді. Первісно фасади не були пофарбовані і мали природний колір одеського вапняку. На ділянці також розташовувалися господарські споруди та окрема брама.

### Радянський період та занепад
За радянських часів в особняку розташовувався шкірно-венерологічний диспансер № 3. Приблизно у 2011—2012 роках диспансер перевели в іншу будівлю, після чого дача залишилася покинутою і почала руйнуватися.

## Знесення
У квітні 2016 року на території дачі розпочалися підготовчі роботи до будівництва: були спиляні всі дерева. 19 жовтня 2016 року, попри протести громадськості, будівельна компанія «Будова» повністю знесла особняк. Формальною підставою для знесення стала відсутність будівлі в реєстрі об'єктів культурної спадщини.
Управління з питань охорони об'єктів культурної спадщини Одеської міської ради у відповідь на звернення активістів повідомило, що територія не входить до меж історичних ареалів, а об'єкти культурної спадщини за вказаною адресою відсутні.
На місці знесеної дачі Тіміо було зведено два 25-поверхових житлових будинки (ЖК «Горизонт»).